# Michaell Chirinos
Michaell Anthony Chirinos Cortez (ur. 17 czerwca 1995 w Tegucigalpie) – honduraski piłkarz występujący na pozycji skrzydłowego, reprezentant Hondurasu, od 2023 roku zawodnik kostarykańskiego Deportivo Saprissa.